# Christopher Taylor
Christopher Taylor (ur. 29 września 1999) – jamajski lekkoatleta specjalizujący się w biegach sprinterskich.
W 2015 został mistrzem świata juniorów młodszych w Cali. Rok później zdobył brąz w sztafecie 4 × 400 metrów na mistrzostwach świata juniorów. 
W 2021 reprezentował Jamajkę na igrzyskach olimpijskich w Tokio, podczas których zajął 6. miejsce w finale biegu na 400 metrów. Rok później był indywidualnie siódmy, a wraz z kolegami z reprezentacji zdobył srebrny medal w sztafecie podczas mistrzostw świata w Eugene.
Medalista mistrzostw Jamajki. Stawał na najwyższym stopniu podium CARIFTA Games.

## Osiągnięcia
| Rok  | Impreza                               | Miejsce   | Konkurencja             | Lokata     | Wynik   |
| ---- | ------------------------------------- | --------- | ----------------------- | ---------- | ------- |
| 2015 | Mistrzostwa świata juniorów młodszych | Cali      | bieg na 400 metrów      | 1. miejsce | 45,27   |
| 2016 | Mistrzostwa świata juniorów           | Bydgoszcz | bieg na 400 metrów      | półfinał   | 46,60   |
| 2016 | Mistrzostwa świata juniorów           | Bydgoszcz | sztafeta 4 × 400 metrów | 3. miejsce | 3:04,83 |
| 2017 | Mistrzostwa panamerykańskie juniorów  | Trujillo  | bieg na 200 metrów      | 1. miejsce | 20,38   |
| 2021 | Igrzyska olimpijskie                  | Tokio     | bieg na 400 metrów      | 6. miejsce | 44,79   |
| 2021 | Igrzyska olimpijskie                  | Tokio     | sztafeta 4 × 400 metrów | 6. miejsce | 2:58,76 |
| 2022 | Halowe mistrzostwa świata             | Belgrad   | bieg na 400 metrów      | półfinał   | DNF     |
| 2022 | Mistrzostwa świata                    | Eugene    | bieg na 400 metrów      | 7. miejsce | 45,30   |
| 2022 | Mistrzostwa świata                    | Eugene    | sztafeta 4 × 400 metrów | 2. miejsce | 2:58,58 |

## Rekordy życiowe
- bieg na 200 metrów – 20,35 (24 marca 2018, Kingston)
- bieg na 400 metrów – 44,63 (20 sierpnia 2022, Nassau)